# Campeonato Guianense de Futebol - Segunda Divisão de 2023-24
A Segunda Divisão de 2023-24 do Campeonato Guianense de Futebol foi o torneio classificatório para a Primeira Divisão, conhecida como Liga de Elite.
A competição definiu os dois clubes promovidos para a temporada 2024 do campeonato nacional. Esta foi a primeira edição do torneio desde 2019, devido à paralisação do futebol nacional entre 2020 e 2022, por conta de pandemia de COVID-19.

## Participantes
As Ligas Regionais de 2023 determinaram os participantes do play-off da Segunda Divisão. O campeão de cada uma das 9 ligas, organizadas pelas associações regionais de futebol, classificou-se para o torneio.
Em adição, a equipe do Victoria Kings (que foi o 9ª colocado na temporada 2022-23 da Elite League) participou da fase final.
| Time                    | Associação            |
| ----------------------- | --------------------- |
| Beacon FC               | Georgetown FA         |
| Beacons FC              | Bartica FA            |
| Buxton Stars FC         | East Demerara FA      |
| Dartmouth Dominators FC | Essequibo-Pomeroon FA |
| Herstelling Raiders     | East Bank FA          |
| Monedderlust FC         | Berbice FA            |
| Slingerz FC             | West Demerara FA      |
| Tabatinga FC            | Rupununi FA           |
| Victoria Kings FC (R)   | GFF Elite League(N)   |
| Winners Connection      | Upper Demerara FA     |

(N) 9º colocado no Campeonato Guianense de Futebol de 2023.

## Primeira fase
O sorteio dos grupos da primeira fase foi realizado no GFF National Training Centre, em Providence, em 22 de novembro de 2023.

### Grupo A
| Pos. | Clube            | P | J | V | E | D | GP | GC | SG |
| ---- | ---------------- | - | - | - | - | - | -- | -- | -- |
| 1    | Monedderlust (A) | 6 | 2 | 2 | 0 | 0 | 7  | 1  | 6  |
| 2    | Beacons FC       | 1 | 2 | 0 | 1 | 1 | 3  | 6  | -3 |
| 3    | Buxton Stars FC  | 1 | 2 | 0 | 1 | 1 | 2  | 5  | -3 |

| 17 de dezembro | Buxton Stars FC                       | 2 – 2     | Beacons FC                                 | Eve Leary Sports Ground, Georgetown (Guiana) |
| 17:00 UTC-4    | Cleaven Barnwell 3' · Jamal Green 54' | Relatório | Kristoff Deen 81' · Jermaine Christian 85' |                                              |

| 23 de dezembro | Beacons FC       | 1 – 4     | Monedderlust                                                                                 | No.5 Sports Ground, Berbice |
| 18:00 UTC-4    | Curt Welcome 14' | Relatório | Paul McDonald 26' · Kwesi Jacobs (contra) 41' · Tyrone Delph 48' · Curt Welcome (contra) 55' |                             |

| 27 de dezembro | Buxton Stars FC | 0 – 3     | Monedderlust                              | No.5 Sports Ground, Berbice |
| 16:30 UTC-4    |                 | Relatório | Tyrone Delph 12', 85' · Dawit Watts 45+2' |                             |

### Grupo B
| Pos. | Clube               | P | J | V | E | D | GP | GC | SG |
| ---- | ------------------- | - | - | - | - | - | -- | -- | -- |
| 1    | Beacon FC (A)       | 6 | 2 | 2 | 0 | 0 | 8  | 5  | 3  |
| 2    | Tabatinga FC        | 3 | 2 | 1 | 0 | 1 | 6  | 6  | 0  |
| 3    | Herstelling Raiders | 0 | 2 | 0 | 0 | 2 | 3  | 6  | -3 |

| 17 de dezembro | Tabatinga FC                                  | 3 – 1     | Herstelling Raiders | Eve Leary Sports Ground, Georgetown (Guiana) |
| 17:00 UTC-4    | Werbeth Sousa 21' · Devison da Silva 26', 76' | Relatório | Albert Adams 6'     |                                              |

| 23 de dezembro | Herstelling Raiders                       | 2 – 3     | Beacon FC                                   | Eve Leary Sports Ground, Georgetown (Guiana) |
| 18:00 UTC-4    | Kiyosi Richardson 39' · Kevin Padmore 70' | Relatório | Anthony Abrams 9', 45+1' · Keon Douglas 22' |                                              |

| 25 de dezembro | Beacon FC                                    | 5 – 3     | Tabatinga FC                                     | Eve Leary Sports Ground, Georgetown (Guiana) |
| 20:00 UTC-4    | Anthony 2', 41', 50', 53' · Keon Douglas 70' | Relatório | Devison da Silva 3', 75' · Victor Peres (p.) 85' |                                              |

### Grupo C
| Pos. | Clube                  | P | J | V | E | D | GP | GC | SG |
| ---- | ---------------------- | - | - | - | - | - | -- | -- | -- |
| 1    | Slingerz FC (A)        | 6 | 2 | 2 | 0 | 0 | 7  | 0  | 7  |
| 2    | Winners Connection (A) | 3 | 2 | 1 | 0 | 1 | 3  | 1  | 2  |
| 3    | Dominators FC          | 0 | 2 | 0 | 0 | 2 | 0  | 9  | -9 |

| 17 de dezembro | Slingerz FC                                                                           | 6 – 0     | Dominators FC | Anna Regina Multilateral School, Anna Regina |
| 14:00 UTC-4    | Clive Nobrega 31' · Simeon Moore 38' · Sheldon Holder 48', 81' · Deon Alfred 76', 85' | Relatório |               |                                              |

| 23 de dezembro | Slingerz FC       | 1 – 0     | Winners Connection | Eve Leary Sports Ground, Georgetown (Guiana) |
| 20:00 UTC-4    | Clive Nobrega 39' | Relatório |                    |                                              |

| 27 de dezembro | Dominators FC | 0 – 3     | Winners Connection | Eve Leary Sports Ground, Georgetown (Guiana) |
| 18:00 UTC-4    |               | Relatório |                    |                                              |

### Melhor segundo colocado
A equipe com o melhor índice técnico dentre os segundos colocados dos três grupos também classificou-se para as semifinais.
| Pos. | Clube                  | P | J | V | E | D | GP | GC | SG |
| ---- | ---------------------- | - | - | - | - | - | -- | -- | -- |
| 1    | Winners Connection (A) | 3 | 2 | 1 | 0 | 1 | 3  | 1  | 2  |
| 2    | Tabatinga FC           | 3 | 2 | 1 | 0 | 1 | 6  | 6  | 0  |
| 3    | Beacons FC             | 1 | 2 | 0 | 1 | 1 | 3  | 6  | -3 |

## Fase final
|  | Semifinal                  | Semifinal   |   |  | Final                    | Final |  |
|  |                            |             |   |  |                          |       |  |
|  | Georgetown, 29 de dezembro |             |   |  |                          |       |  |
|  | Monedderlust               | 4           |   |  |                          |       |  |
|  | Beacon FC                  | 1           |   |  |                          |       |  |
|  |                            |             |   |  |                          |       |  |
|  |                            |             |   |  | Georgetown, 7 de janeiro |       |  |
|  |                            |             |   |  | Monedderlust             | 1     |  |
|  |                            | Slingerz FC | 0 |  |                          |       |  |
|  |                            |             |   |  |                          |       |  |
|  |                            |             |   |  |                          |       |  |
|  |                            |             |   |  |                          |       |  |
|  | Georgetown, 29 de dezembro |             |   |  |                          |       |  |
|  | Slingerz FC                | 3           |   |  |                          |       |  |
|  | Winners Connection         | 0           |   |  |                          |       |  |

### Semifinais
| 29 de dezembro de 2023 | Slingerz FC                                   | 3 – 0 | Winners Connection | Eve Leary Sports Ground, Georgetown (Guiana) |
| 18:00 UTC-4            | Simeon Moore 26', 45+3' · Brian Wharton 90+3' |       |                    |                                              |

| 29 de dezembro de 2023 | Monedderlust                                                                          | 4 – 1 | Beacon FC          | Eve Leary Sports Ground, Georgetown (Guiana) |
| 20:00 UTC-4            | Kevin Cotty 38' · Dominic Nelson (contra) 43' · Terrence Lowes 53' · Tyrone Delph 83' |       | Anthony Abrams 33' |                                              |

### Final
A partida final do torneio estava, originalmente, programada para o dia 1 de janeiro de 2024, no Eve Leary Sports Ground. No entanto, foi remarcada para o dia 7 de janeiro, em um novo local, devido a um conflito de calendário.
| 7 de janeiro de 2024 | Monedderlust      | 1 – 0     | Slingerz FC | Ministry of Education Ground, Georgetown (Guiana) |
| 16:00 UTC-4          | Brentnol Frank 4' | Relatório |             |                                                   |

### Repescagem
| 14 de janeiro de 2024 | Victoria Kings FC | 0 – 1     | Slingerz FC      | Ministry of Education Ground, Georgetown (Guiana) |
| 16:00 UTC-4           |                   | Relatório | Simeon Moore 54' |                                                   |

### Premiação
| Campeonato Guianense de Futebol - Segunda Divisão de 2023-24 |
| Timor-Leste                                                  |
| ------------------------------------------------------------ |
| Monedderlust Campeão (1º título)                             |